# Буков, Валентин Николаевич
Валентин Николаевич Буков (род. 3 августа 1946 года, г. Ивано-Франковск, УССР) — советский и российский ученый в области теории автоматического управления, организатор научных исследований и педагог. Доктор технических наук (1983 г.), профессор (1988 г.), полковник.
Лауреат Государственной премии СССР в области математики и механики (1989). Заслуженный деятель науки Российской Федерации (1996). Действительный член Международной академии навигации и управления движением (2002 г.).
Персона издания Marquis «Кто есть Кто в Мире» (29-е и последующие издания) (2012 г.). Включён Международным Биографическим Центром в список 100 выдающихся инженеров мира (TOP 100) за год (Кембридж, Великобритания) (2012 г.).

## Биография
Валентин Николаевич Буков родился 3 августа 1946 года в городе Станислав (ныне Ивано-Франковск) УССР в семье военнослужащего. 
В 1968 г.  окончил Саратовское высшее военное командно-инженерное училище ракетных войск имени Героя Советского Союза генерал-майора А. И. Лизюкова. Свою дальнейшую деятельность связал с авиационной наукой, поступив в 1971 году в адъюнктуру ВВИА им. проф. Н. Е. Жуковского на кафедру к профессору А. А. Красовскому. После окончания адъюнктуры и защиты кандидатской диссертации Валентин Николаевич проходил службу в ВВИА им. проф. Н. Е. Жуковского старшим преподавателем (1974—1986), профессором (1986—1989), начальником кафедры эксплуатации комплексов авиационного оборудования и систем объективного контроля (1989—1994), начальником кафедры пилотажно-навигационных комплексов (и авиационных тренажеров) (1994—2005). В 1983 году защитил диссертацию на соискание ученой степени доктора технических наук. Стаж службы в ВВИА им. проф. Н. Е. Жуковского составляет 34 года, из которых 17 лет — руководство кафедрами. За время педагогической деятельности поставил пять новых актуальных научных дисциплин.
Более 10 лет (1975—1985) Валентин Николаевич исполнял обязанности ученого секретаря Всесоюзной комиссии по адаптивному управлению при Научном совете «Кибернетика» АН СССР.
В 1993—2002 гг. профессор Буков являлся членом экспертного совета Высшей аттестационной комиссии РФ. В 1996 году В.Н Букову присваивается почетное звание Заслуженный деятель науки Российской Федерации. С 2001 — по наст. время В. Н. Буков является членом Российского национального комитета по автоматическому управлению. В 2002 году он избирается действительным членом Международной академии навигации и управления движением.
После увольнения в 2005 году из рядов Вооруженных Сил работает в НИИ авиационного оборудования (г. Жуковский, Московская обл.): заместитель генерального директора по научной работе — директор по инновационному и технологическому развитию (2005—2015), руководитель группы ведущих научных сотрудников (2015-н.в.), а также в АО «Бортовые аэронавигационные системы». В этот период деятельности он становится обозревателем журнала Mathematical Reviews при Американском математическом обществе (2009), экспертом Аналитического центра при Правительстве РФ по тематике: «Развитие авиационной промышленности и двигателестроения» (2010), членом консультативного совета Некоммерческого партнерства «Союз авиапроизводителей» (2011), персоной издания Marquis «Кто есть Кто в Мире» (29-е и последующие издания), экспертом РАН (2016), а также включается Международным Биографическим Центром в список 100 выдающихся инженеров мира (TOP 100) за 2012 год (Кембридж, Великобритания), и его имя навечно занесено в список, размещенный в холле Международного биографического центра в Кембридже.
Валентин Николаевич долгое время являлся членом редакционной коллегии научного журнала «Автоматика и телемеханика» (Россия), сейчас входит в редакционную коллегию журнала «Мехатроника, автоматизация, управление» (Россия).
Профессор Буков является автором 290 научных публикаций, включая 7 монографий, Энциклопедию по машиностроению,
142 статьи в рецензируемых журналах, 5 патентов на изобретение, а также 14 учебников и учебных пособий. Награжден 11 медалями, включая медаль «За боевые заслуги».

## Научные достижения
Область научных интересов Валентина Николаевича Букова включает теорию автоматического управления, теорию оптимального управления, теорию систем, бортовые системы управления полетом летательных аппаратов, техническую диагностику, управление избыточностью технических систем.
В конце 1970-х годов руководимый А. А. Красовским научный коллектив переходит от разработки методов аналитического конструирования оптимальных регуляторов к методам синтеза оптимальных адаптивных систем управления
.
В развитие данного направления в 1978—1993 гг. существенный вклад вносит В. Н. Буков, занимающийся вопросами адаптивного оптимального управления с прогнозирующими моделями. В диссертации на соискание ученой степени доктора технических наук (1983) В. Н. Буковым обосновываются основные принципы создания и облик бортовых оптимальных систем управления полетом с развитыми свойствами параметрической адаптации к условиям полета и изменению пилотажных свойств самолета. Позже вышла в свет монография В. Н. Букова «Адаптивные прогнозирующие системы управления полетом»

(М.: Наука, 1987). Наиболее крупными практическими достижениями явились создание системы управления каскадом электростанций на реке Сулак в Дагестане (1980) и создание системы управления для центрифуги ЦФ-18 в Центре подготовки космонавтов им. Ю. А. Гагарина (1986). В 1989 году в составе авторского коллектива сотрудников МГУ им. М.В. Ломоносова и Центра подготовки космонавтов им. Ю. А. Гагарина за создание алгоритмического и программного обеспечения стенда сквозной подготовки космонавтов, включающего алгоритмы с прогнозированием, В. Н. Буков был удостоен Государственной премии СССР.
В 1998—2007 годах профессором Буковым с группой учеников создается новое научное направление, основанное на использовании алгебраических методов в теории многосвязных систем, названное «технологией вложения систем». Одним из ключевых результатов здесь явилось решение матричных уравнений (линейных, билинейных, специального вида) новым методом канонизации, позволяющим получать в аналитической записи все множество решений, подставлять результат в следующее уравнение и опять решать в общем виде. Впервые была получена возможность аналитически найти все множество решений для поставленных задач синтеза алгоритмов управления многомерной системы. Разработчику линейной системы представилась возможность обеспечивать желаемое расположение и полюсов (устойчивость), и нулей (качество), синтезировать алгоритмы оценивания и управления с обеспечением за-данного качества управления, обеспечивать инвариантность и робастность к внешним и параметрическим возмущениям. При этом были сняты какие бы то ни было ограничения на постановку задачи, обычно связанные с чисто алгебраическими проблемами типа обратимости тех или иных матриц коэффициентов. По данному направлению опубликовано более 100 научных работ, включая монографию профессора Букова «Вложение систем. Аналитический подход к анализу и синтезу матричных систем» (Калуга: Изд-во научной литературы Н. Ф. Бочкаревой, 2006

), а его учениками защищены 7 докторских диссертаций.
С 2015 — по наст. время В. Н. Буковым с группой учеников разрабатывается еще одно новое научное направление «управление избыточностью технических систем»
.
Предлагается новый метод управления избыточностью, основанный на использовании программно-аппаратных средств, называемых супервизорами, количество которых соответствует количеству возможных конфигураций. Рассматривается формализованная постановка задачи по формированию возможных конфигураций технической системы с избыточными компонентами и ее аналитическое решение. В качестве критерия качества той или иной конфигурации выступает неизменность заданного набора функций, выполняемых системой
.
Формулируется задача об избыточности как определение возможных значений «интеграционной» матрицы комплекса оборудования, связывающей входные и выходные интерфейсы, при которых обеспечивается неизменность совокупности передаточных матриц системы, предназначенных для оценки ее качества.

## Подготовка научных кадров
Под руководством профессора Букова подготовлены и успешно защищены 14 докторских и 45 кандидатских диссертаций. В течение ряда лет Валентин Николаевич руководил одним из докторских диссертационных советов ВВИА им. проф. Н. Е. Жуковского, а с 2006 года по н.в. является председателем диссертационного докторского совета при АО «НИИ авиационного оборудования».

## Семья
Дед Валентина Николаевича, отец матери, Шубин Иван Филаретович, видный советский военачальник, трижды кавалер орденов Красного Знамени, чьим именем названы улицы в городах Витебске и Вилейке (Белоруссия). В.Н. Буков женат (1966 год). Жена Букова (Цирлина) Натэлла Эмильевна. В.Н. Буков и Н.Э. Букова имеют двух сыновей (Андрей и Алексей), четырех внуков и одну внучку, правнуков.

## Некоторые научные публикации
- Красовский А. А., Буков В. Н., Шендрик В. С. Универсальные алгоритмы оптимального управления непрерывными процессами. М.: Наука 1977[10].
- Красовский А. А., Буков В. Н. и др. Справочник по теории автоматического управления / Под ред. А. А. Красовского. М. Наука, 1987[18].
- Буков В. Н. Адаптивные прогнозирующие системы управления полетом. М.: Наука, 1987[11].
- Машиностроение: энциклопедия  в 40 томах. Том 1-4 Автоматическое управление. Теория. Красовский А.А., Попов Е.П., Астапов Ю.М., Белоглазов И.Н., Буков В.Н., Бутковский А.Г., Володин В.В., Емельянов С.В., Желтов С.Ю., Земляков С.Д., Казаков И.Е., Коровин С.К., Красильщиков М.Н., Крутько П.Д., Малышев В.В., Медведев В.С., Огинский А.А., Рутковский В.Ю., Себряков Г.Г., Семенов А.В. и др.; под ред. Е. А. Федосова. — Москва : Машиностроение, 2000[19]. - 688 c.; ISBN 5-217-02817-3
- Красовский А.А., Колесников А.А., Буков В. Н. и др. Современная прикладная теория управления: Оптимизационный подход. Ч. I. Таганрог: Изд-во ТГРУ, 2000[20].
- Буков В. Н. Вложение систем. Аналитический подход к анализу и синтезу матричных систем. Калуга: Изд-во научной литературы Н. Ф. Бочкаревой, 2006[15]..
- Алешин Б. С., Буков В. Н. и др. Форсайт развития авиационной науки и технологий до 2030 года и на дальнейшую перспективу[21]. Жуковский: Изд. ЦАГИ, 2014.
- Буков В. Н., Бронников А. М., Гамаюнов И. Ф.  Управление избыточностью технических систем. Генерирование альтернативных конфигураций. М.: ИД Академии им. Н. Е. Жуковского, 2021 [22]. ISBN 978-5-907490-27-7.
- Буков В.Н., Агеев А.М., Евгенов А.В., Шурман В.А. Управление избыточностью технических систем. Супервизорный способ управления конфигурациями. М.:  ООО «Научно-издательский центр ИНФРА-М», 2023 [23]. ISBN 978-5-16-018286-5.